# 언주역
언주(IBK기업은행)역(Eonju Station, 彦州(IBK企業銀行)驛)은 서울특별시 강남구 논현동에 있는 서울 지하철 9호선의 전철역이다. 유상병기역명은 강남차병원이었다. 왜냐하면 이 부기를 계약 완료와 해지를 반복했고, 결국 2024년 5월 다시 해지했기 때문이다. 이 역부터 중앙보훈병원역까지 서울교통공사 구간이다.

## 역사
- 2014년 12월 18일: 언주역으로 역명 결정[1]
- 2015년 3월 28일: 서울 지하철 9호선 2단계 개통과 함께 영업 개시
- 2018년 11월 28일: 서울메트로9호선운영 재위탁 운영에서 서울교통공사 직영으로 전환

## 역 구조
2면 2선의 상대식 승강장을 갖추고 있으며, 스크린도어가 설치되어 있다. 이 역은 주변 지대가 높아 역이 깊은 편이며 고속터미널역과 같이 승강장이 지하 5층에 있다.

### 승강장
| 신논현(신한은행) ↑ |
| \| 하              |
| ↓ 선정릉           |

| 하행 | ● 서울 지하철 9호선 | 일반 신논현(신한은행)·노량진(노량진수산시장)·김포공항 · 개화 방면 |
| 상행 | ● 서울 지하철 9호선 | 일반 선정릉 · 종합운동장·올림픽공원(한국체대)·중앙보훈병원 방면   |

## 역명 유래
역명은 강남구의 옛 행정구역인 경기도 광주군 언주면, 성동구 언주출장소 등에서 유래되었다.

## 역 주변
- 강남차병원
- 차병원 여성의학연구소 강남
- KEB 하나은행 언주역지점
- 한국리서치
- 한국컨텐츠진흥원
- 휴먼터치빌아파트
- 신논현역방면
- 한국외환은행논현남지점
- 우리은행논현남지점
- 논현프라임아파트
- 천주교논현동성당
- 논현한화꿈에그린아파트
- 신한은행강남지점
- 논현무궁화공원
- IBK기업은행 언주역지점
- IST 엔터테인먼트
- 브레이브 엔터테인먼트
- 스타쉽 엔터테인먼트
- 이담 엔터테인먼트

## 사진

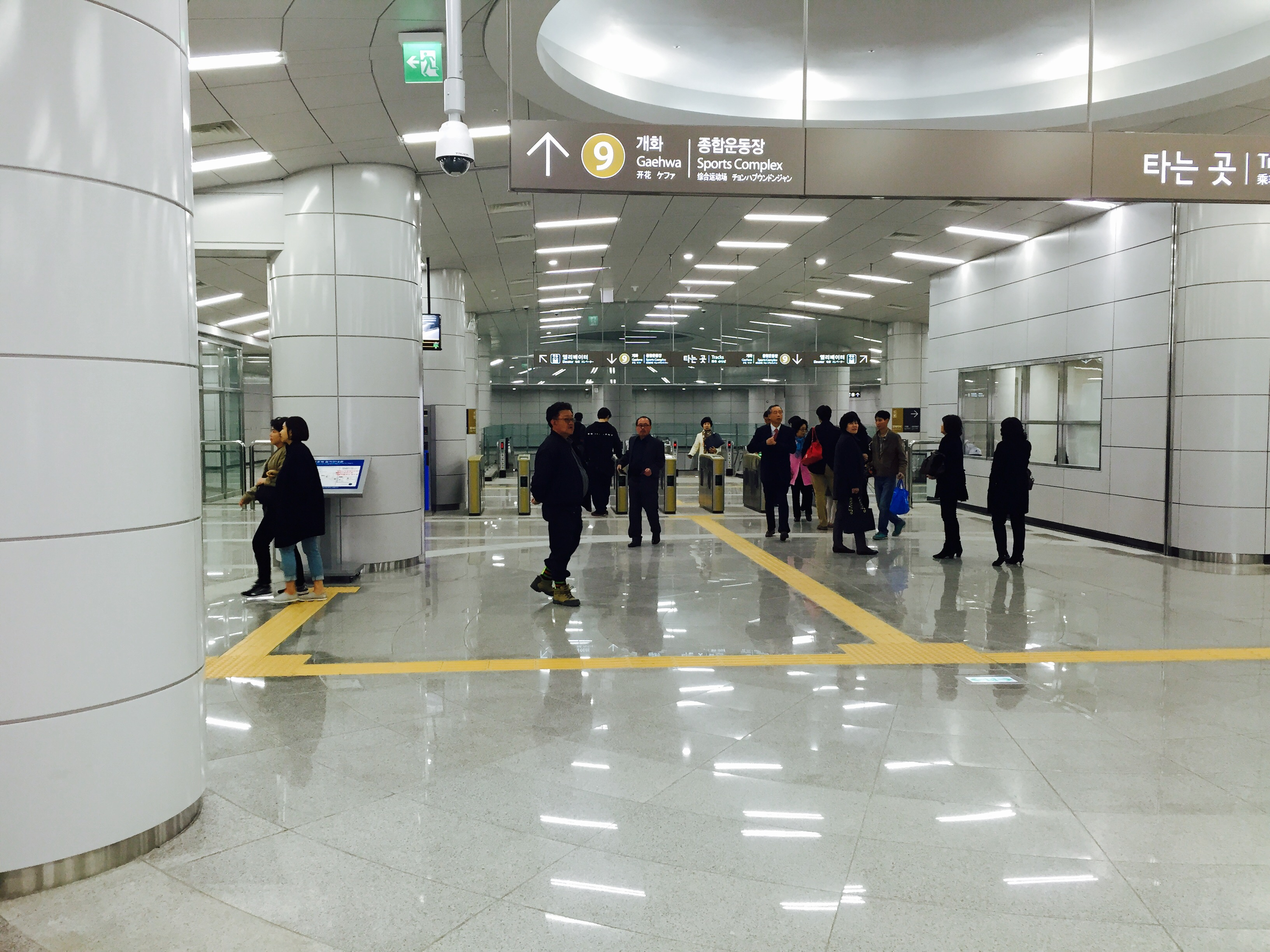
개찰구
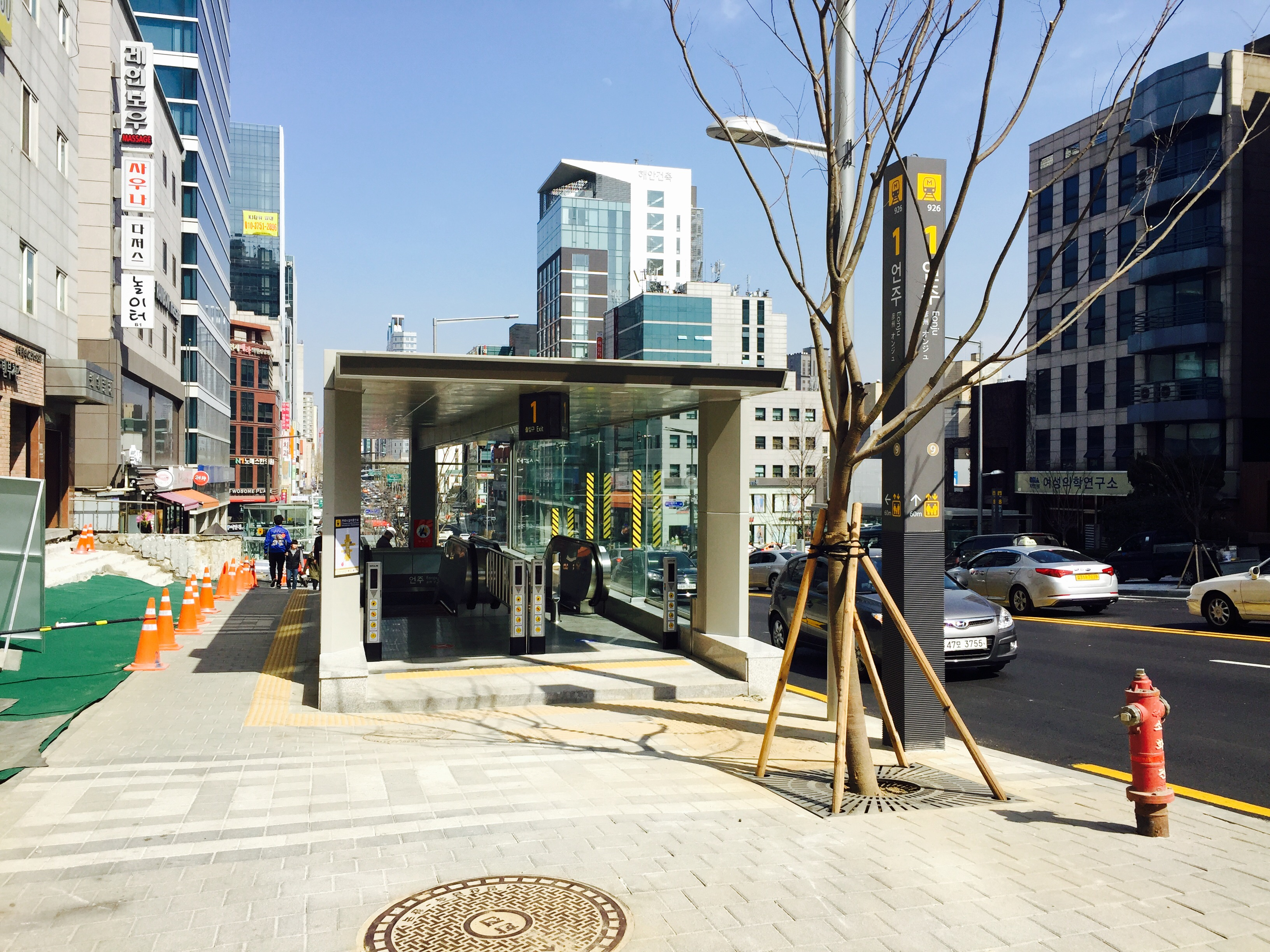
1번 출입구
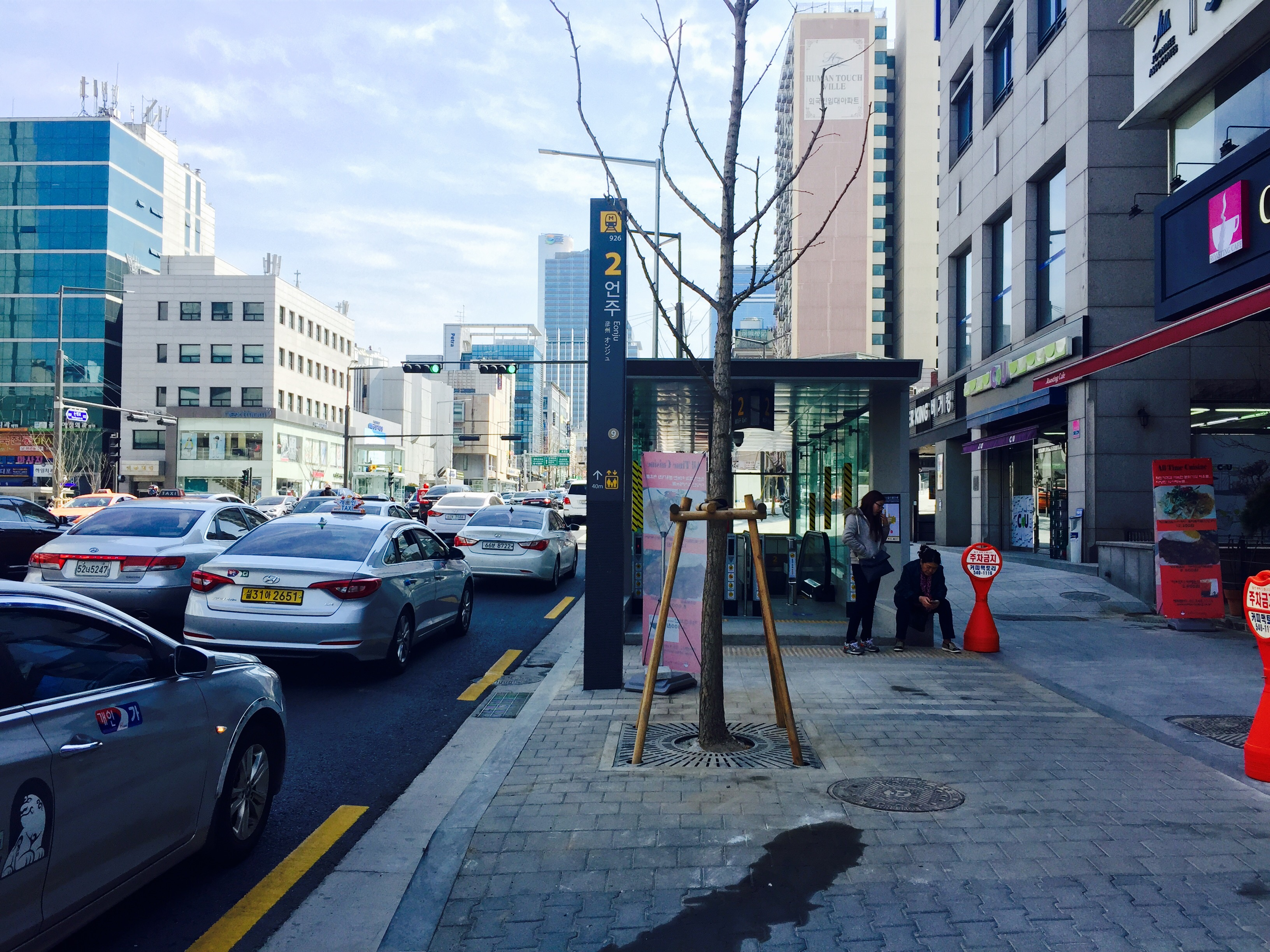
2번 출입구
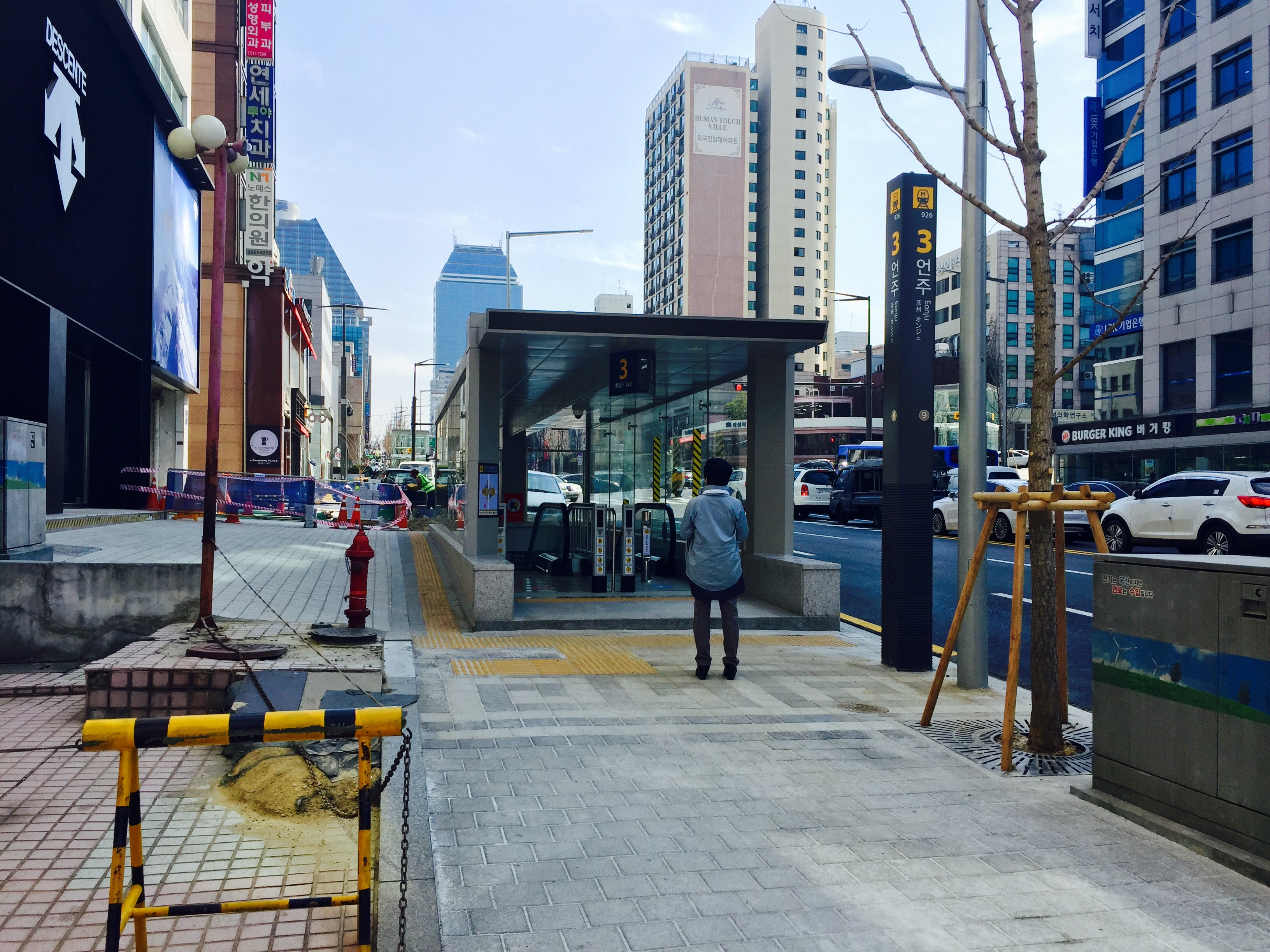
3번 출입구
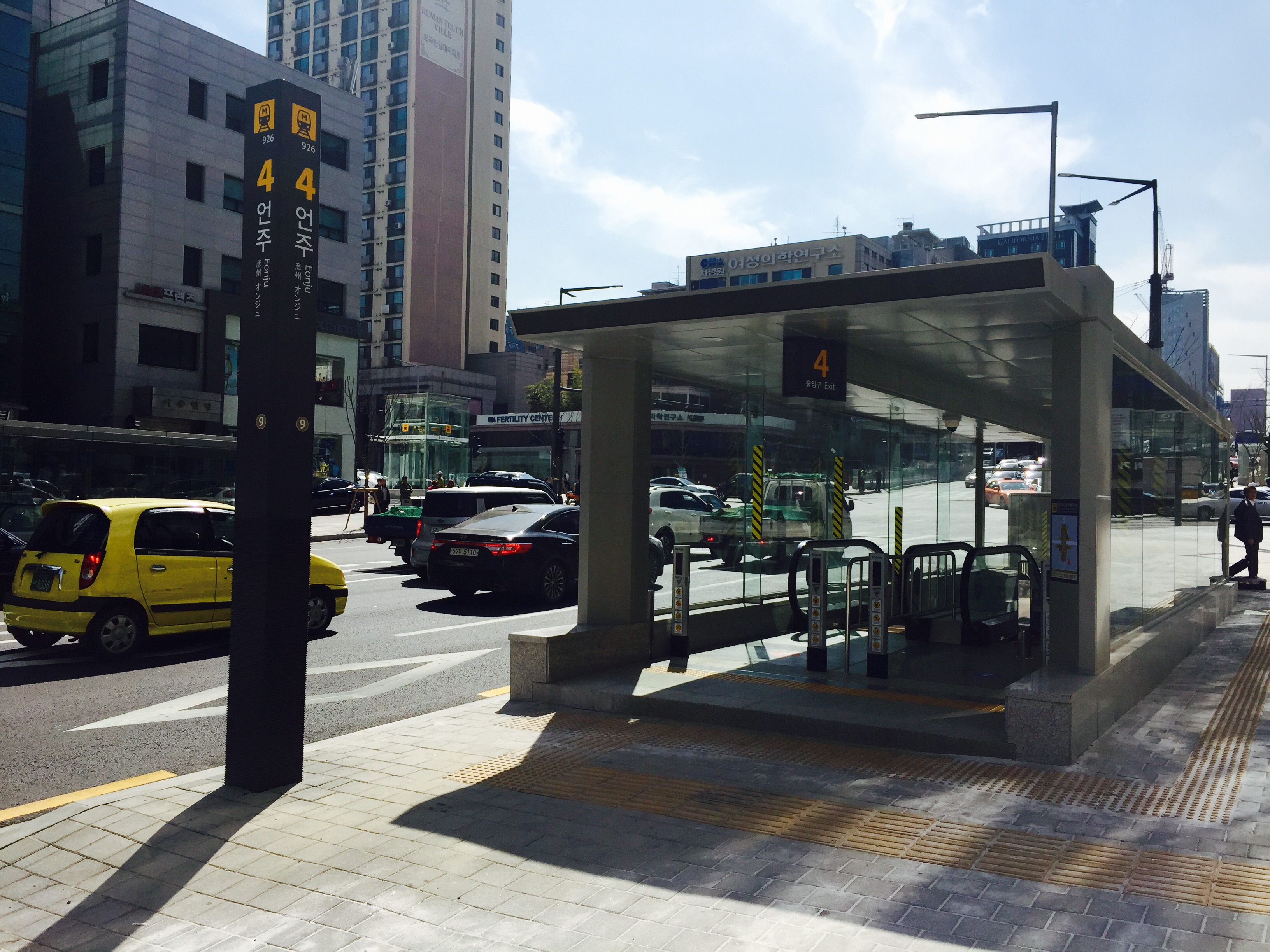
4번 출입구
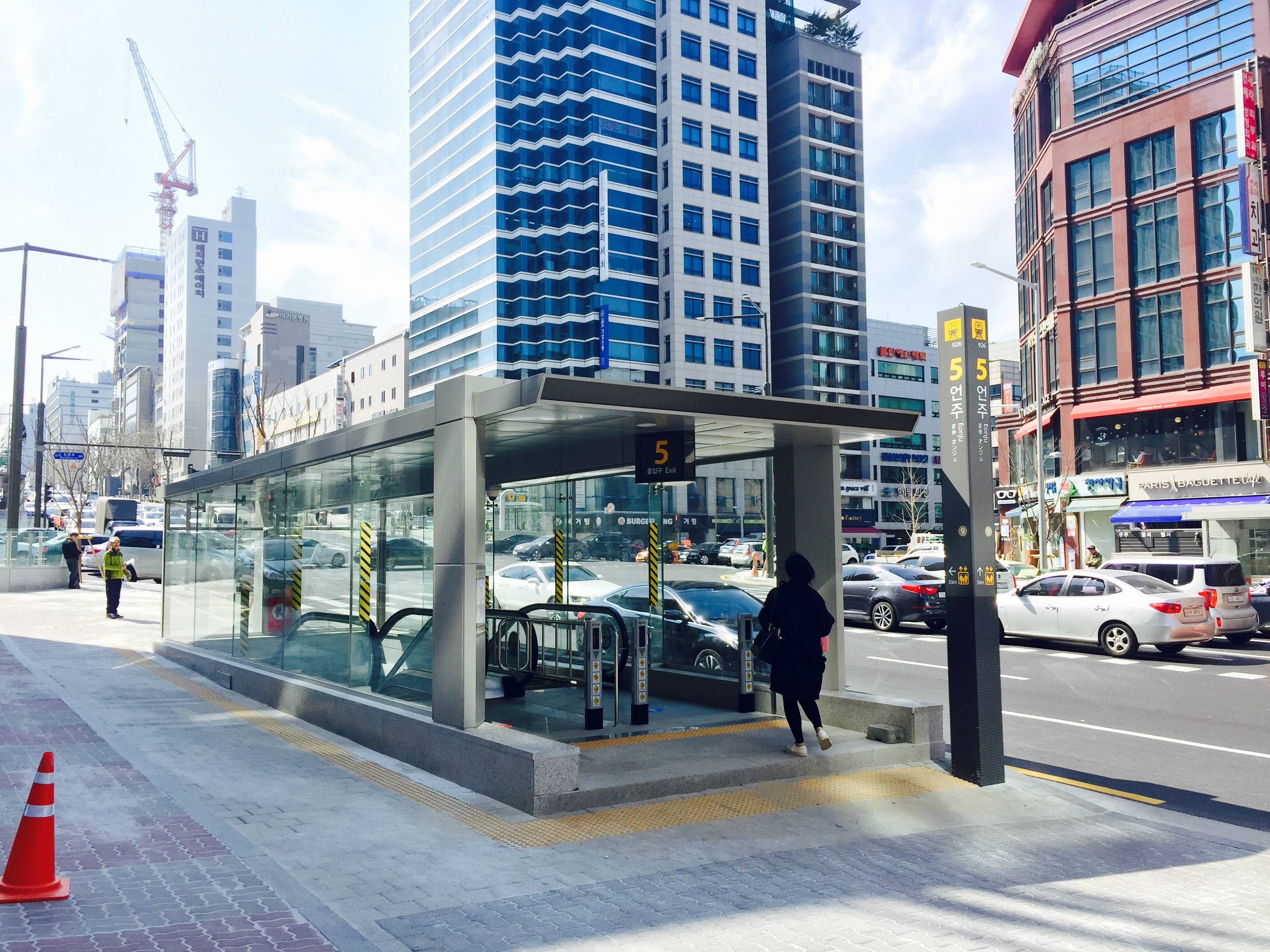
5번 출입구
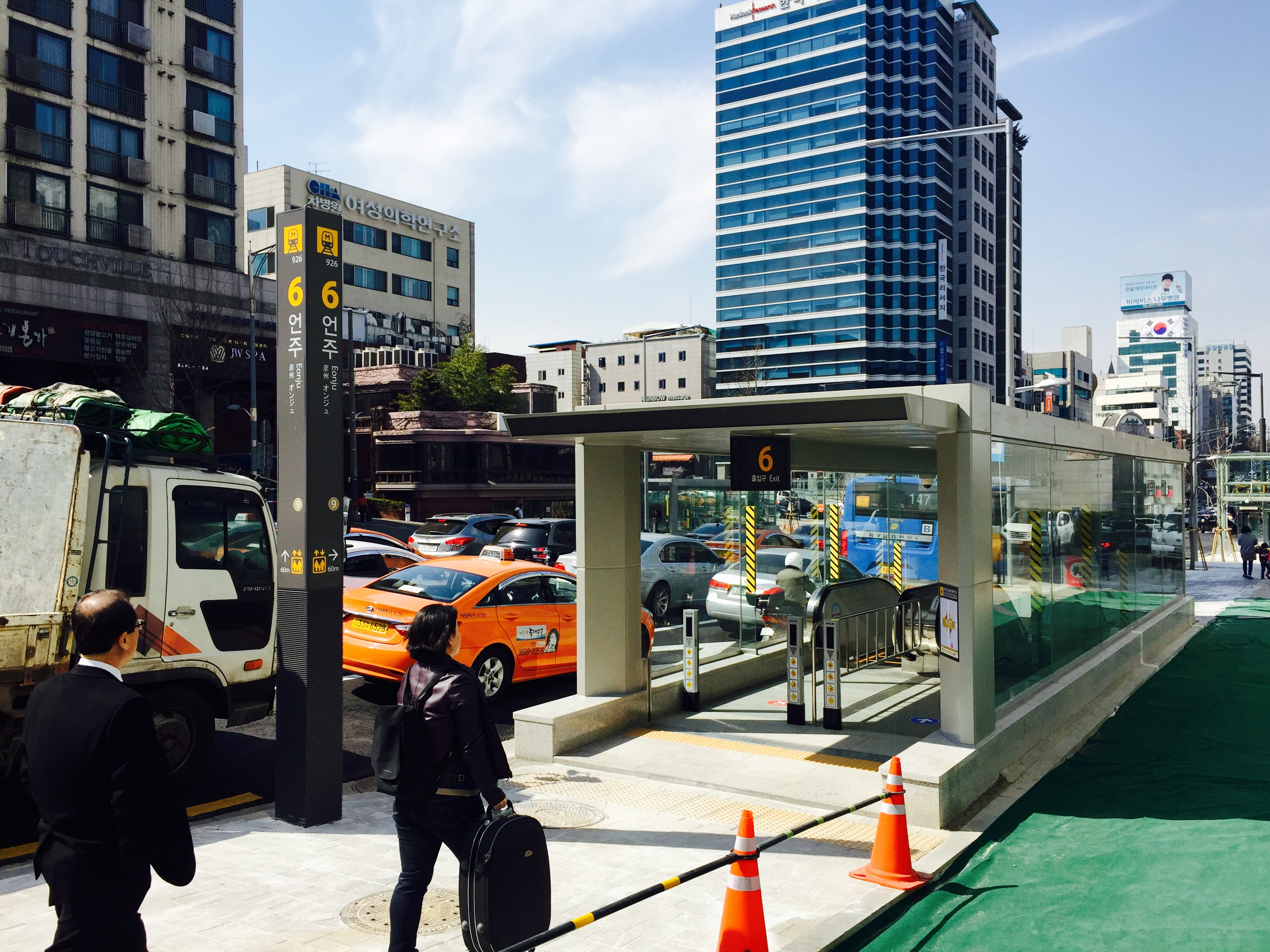
6번 출입구
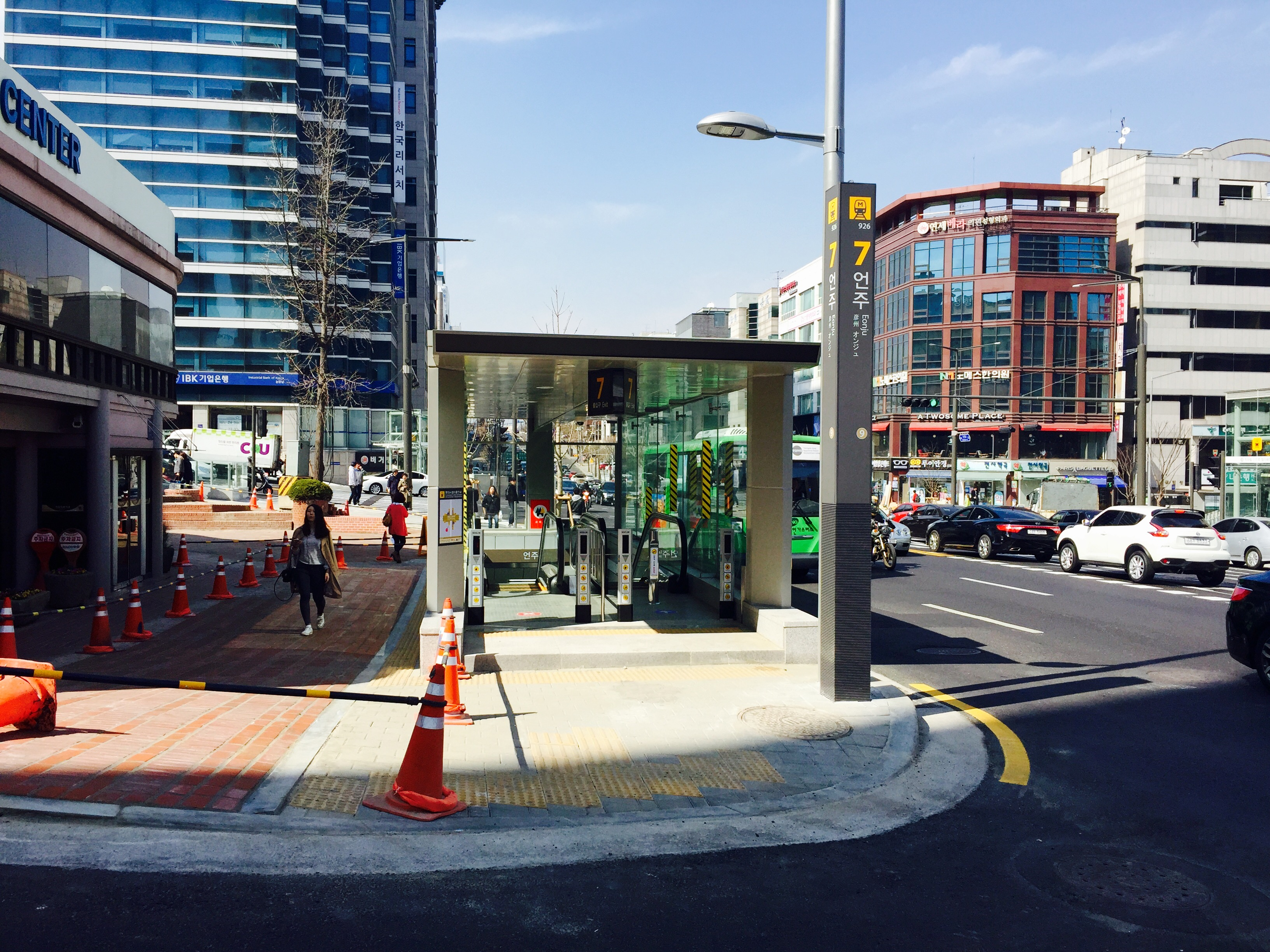
7번 출입구
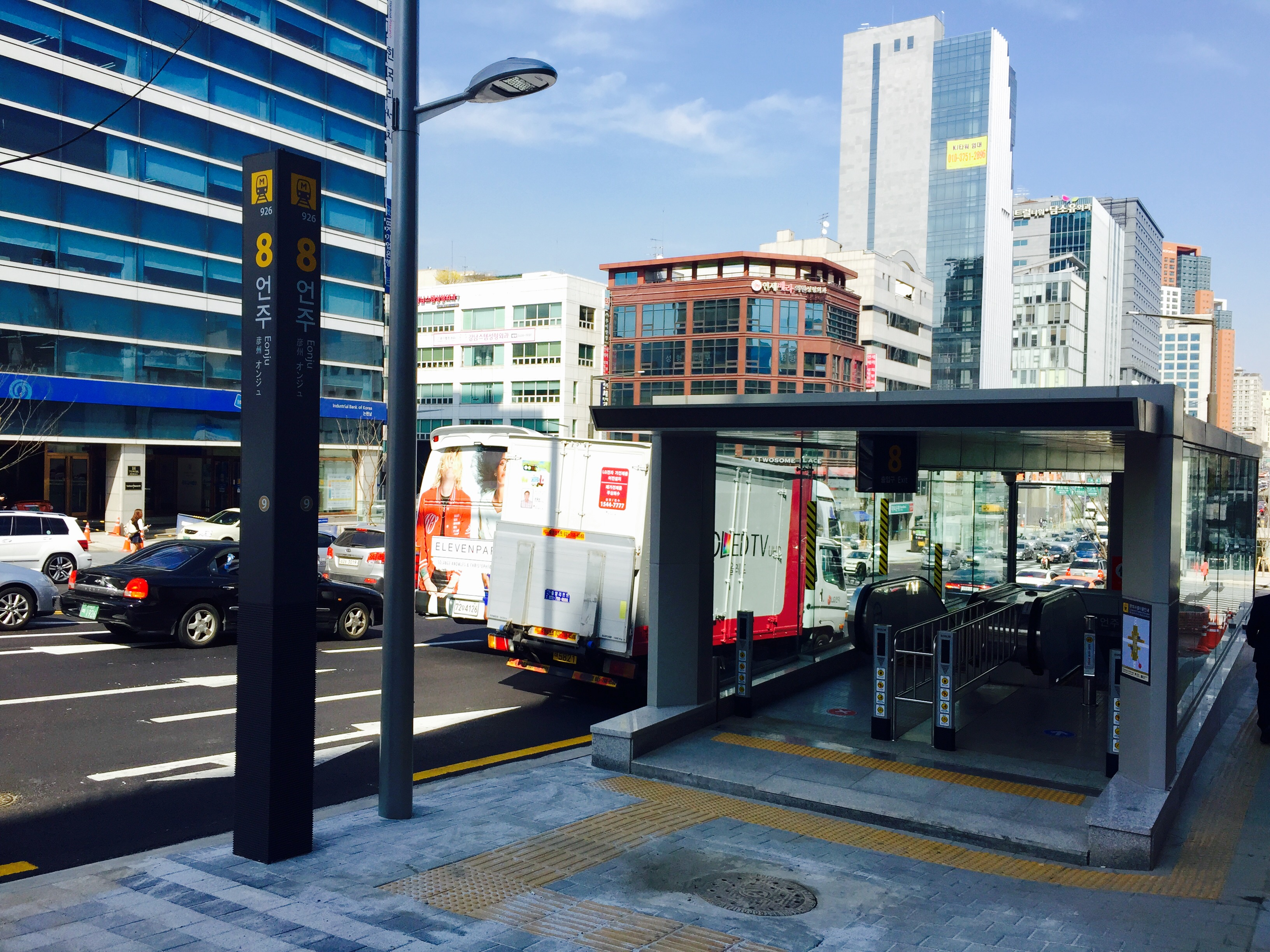
8번 출입구

## 이용객 변동
2015년 자료는 개통일인 2015년 3월 28일부터 12월 31일까지인 279일치만이 반영된 것이다.
| 노선  | 노선 | 일평균 인원수 (명/일) | 일평균 인원수 (명/일) | 일평균 인원수 (명/일) | 일평균 인원수 (명/일) | 일평균 인원수 (명/일) | 일평균 인원수 (명/일) | 일평균 인원수 (명/일) | 각주  |
| 노선  | 노선 | 2009년                | 2010년                | 2011년                | 2012년                | 2013년                | 2014년                | 2015년                | 각주  |
| ----- | ---- | --------------------- | --------------------- | --------------------- | --------------------- | --------------------- | --------------------- | --------------------- | ----- |
| 9호선 | 승차 | 미개통                | 미개통                | 미개통                | 미개통                | 미개통                | 미개통                | 6,055                 | [ 2 ] |
| 9호선 | 하차 | 미개통                | 미개통                | 미개통                | 미개통                | 미개통                | 미개통                | 5,910                 | [ 2 ] |

## 인접한 역
| 서울 지하철 9호선    | 서울 지하철 9호선        | 서울 지하철 9호선            |
| -------------------- | ------------------------ | ---------------------------- |
| 925 신논현 개화 방면 | ● 서울 지하철 9호선 일반 | 927 선정릉 중앙보훈병원 방면 |